# Кретање
Кретање (у физици) је промена положаја неког тела у односу на неко друго тело. Кретање је главна особина материје и сва материја у природи се налази у сталном кретању. Кретање се математички описује у смислу помераја, растојања, брзине и убрзања. Кретање тела се посматра тако што се посматрач повезује са референтним оквиром и мери промену положаја тела у односу на тај оквир.
Ако се положај неког објекта не мења у односу на дати референтни оквир (референтну тачку), за објекат се каже да је у мировању, непомичан, непокретан, стационаран, или да има константну (временски-инваријантну) позицију у односу на његово окружење. Моменат или импулс је количина која се користи за мерење кретања објекта. Објектов моменат је директно повезан са објектовом масом и брзином, а укупни импулс свих објеката у изолованом систему (онај на који не утичу спољашње силе) не мења се временом, као што је описано законом о очувању импулса. Кретање објекта се не може променити, осим ако на њега делује сила. Ако нема апсолутног референтног оквира, апсолутно кретање се не може одредити. Стога се за све у свемиру може сматрати да се креће.‍:20–21
Кретање се примењује на различите физичке системе: на објекте, тела, честице материје, поља материје, радијацију, поља зрачења, честице зрачења, закривљеност и простор-време. Може се говорити и о кретању слика, облика и граница. Појам кретања, генерално, означава непрекидну промену конфигурације физичког система у простору. На пример, може се говорити о кретању таласа или о кретању квантне честице, где се конфигурација састоји од вероватноћа да заузму одређене положаје.

## Закони кретања
У физици, кретање се описује путем два сета наизглед контрадикторних закона механике. Кретање свих великих и познатих објеката у свемиру (као што су пројектили, планете, ћелије, и људи) се описује класичном механиком. С друге стране кретање веома малих атомских и субатомских објеката се описује путем квантне механике.
| Први закон:  | У једном инерцијалном референтном оквиру, објекат било остаје у мировању или наставља да се креће константном брзином, осим уколико на њега делује нето сила. |
| Други закон: | У једном инерцијалном референтном оквиру, векторска сума сила које делују на један објекат је једнака маси тог објекта помноженој са убрзањем објекта: .      |
| Трећи закон: | Кад једно тело делује силом на друго тело, друго тело симултано делује силом једнаке величине и супротног смера на прво тело.                                 |

## Релативност кретања
С обзиром да кретање неког тела не можемо опазити независно од промене његовог положаја у односу на друга тела (на пример кретање воза када се налазимо у купеу или вагону воза са спуштеним завесама), свако кретање у природи је релативно, а не апсолутно. Тело у односу на које одређујемо кретање (промену положаја) других тела назива се референтно тело. Ако још за референтно тело чврсто вежемо (дефинишемо) и одговарајући систем координата које служе за одређивање положаја других тела, онда се такав систем назива и референтни систем или систем референције. У складу са принципом релативности, сви системи референције су равноправни или еквивалентни.

## Принципи релативности кретања
Пошто постоји основна подела референтних система на инерцијалне и неинерцијалне, тако се и општа дефиниција релативности кретања додатно разврстава на три различита принципа релативности, а то су:

### Галилејева релативност
Галилејева релативност важи само за инерцијалне системе референције, односно системе који се један у односу на други крећу равномерно праволинијски. Пошто само у оваквим, инерцијалним, системима важи и Галилеј-Њутнов принцип инерције, инерцијални системи се могу дефинисати и као системи у којима важе закони Њутнове, класичне, механике.

### Ајнштајнова специјална релативност
Ајнштајнова специјална релативност представља проширење Галилејеве релативности са механичких и на електромагнетне природне појаве. Ајнштајн је први схватио да не постоје посебни разлози због којих у свим системима у којима важе закони Њутнове механике (инерцијални референтни системи) не би важили (имали исту форму) и Максвелови класични закони електромагнетизма. Ово тврђење, заједно са његовим другим постулатом о константности брзине светлости, чини основу његове Специјалне теорије релативности.

### Ајнштајнова општа релативност
Ајнштајнова општа релативност представља додатно проширење или уопштење принципа релативности са инерцијалних и на неинерцијалне системе референције. Неинерцијални системи су системи који се налазе у стању неравномерног или убрзаног кретања, односно мењају своју брзину било по интензитету (убрзавају или успоравају), било по правцу и смеру (криволинијско или кружно кретање). За разлику од инерцијалних система, у њима не важе Њутнови закони кретања, јер на тела тада делују силе које немају извориште у другим телима, које се због тога и називају фиктивним или инерцијалним силама (на пример силе чије деловање осећамо у аутобусу који полази са станице или се зауставља). Ајнштајн је, међутим, у својој Општој теорији релативности изједначио ове инерцијалне силе са гравитационим (Ајнштајнов принцип еквивалентности), тако да неинерцијалне системе можемо дефинисати и као системе у којима се опажа деловање инерцијалних или гравитационих сила. Самим тиме он је оквирима своје опште теорије релативности успео да обухвати и гравитационе појаве, што је и био један од његових основних мотива за напуштање, односно, проширење његовог принципа специјалне релативности. Исти метод, којим је, као што се обично каже, „геометризовао“ гравитациону силу Ајнштајну није пошло за руком да примени са успехом и на електромагнетну силу и тако створи јединствену или тоталну теорију физичког поља, због чега се ова теорија још увек сматра искључиво Ајнштајновом теоријом гравитације. Дакле, да закључимо, Ајнштајнова општа теорија релативности је теорија која, осим у инерцијалним, важи и у неинерцијалним или убрзаним системима референције, као и у оним системима који мирују у гравитационом пољу, или практично у било којим референтним системима који се уопште могу замислити, због чега она и носи придев општа (релативност).

## Врсте кретања
- Механичко кретање је основни вид кретања материје и представља промену положаја тела (супстанције) у простору и времену
- Топлотна кретања: струјање, провођење и зрачење
- Хемијска кретања (хемијске промене): корозија, сагоревање и сл.
- Кретања физичких поља: светлости и других врста електромагнетног зрачења као преносиоца електромагнетне интеракције, хипотетичких гравитационих таласа као преносиоца гравитационе интеракције у гравитационом пољу и сл.
- Таласно кретање материје спада у посебан вид кретања